# Metsola (Lojo)
Metsola är stadsdel nummer 12 i Lojo stad i det finländska landskapet Nyland. Stadsdelen ligger söder om Riksväg 25 och Karis-Hyvinge-banan. I nordost gränsas Metsola av Malmgatan och i sydväst av Gunnarla.

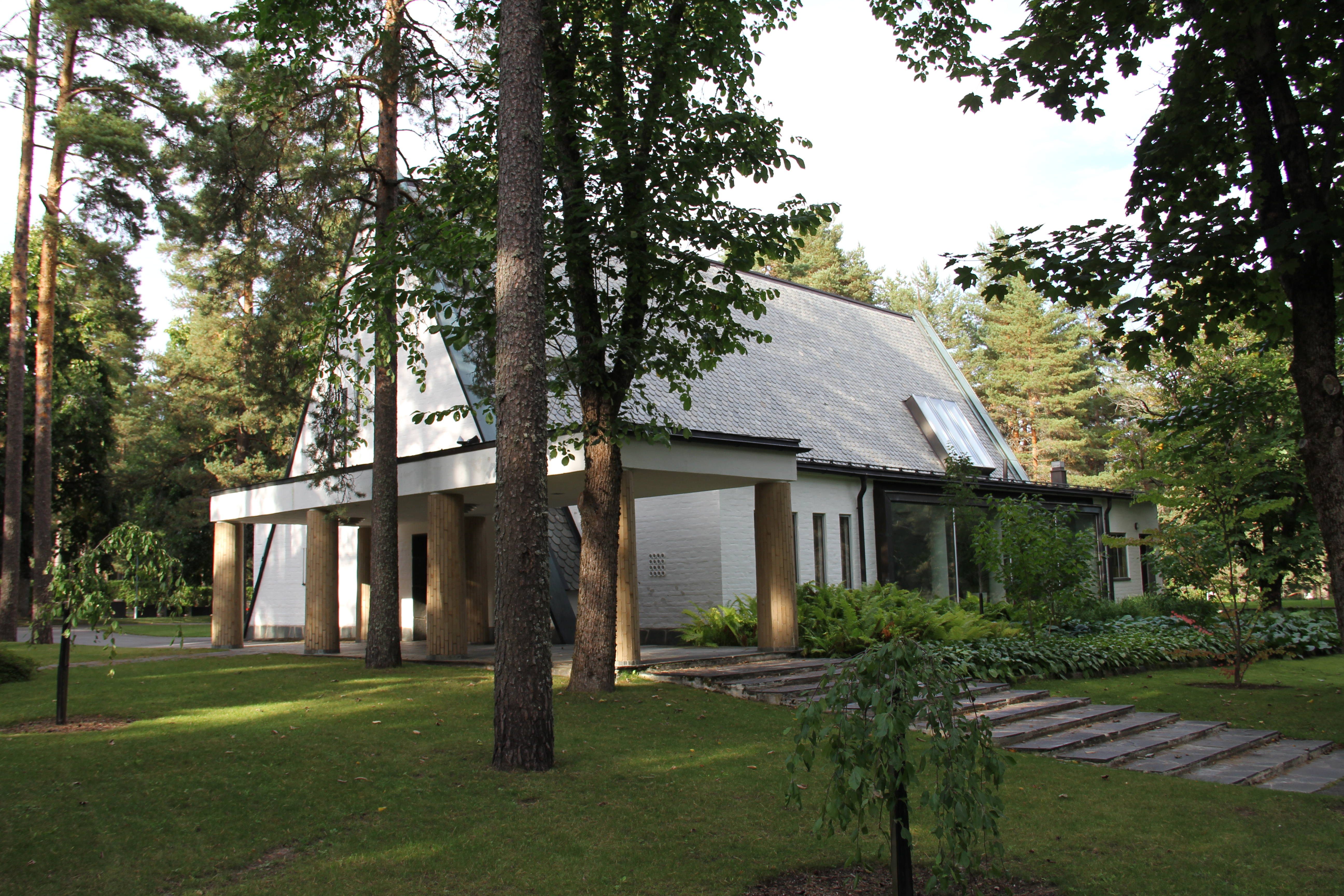
Metsola kapell

I Metsola finns grundskolan Metsolan koulu med årskurserna 1-6. I stadsdelen finns också Metsola begravningsplats som grundades 1951. På begravningsplatsen finns ett jordfästningskapell som har ritats av Erik Bryggman.